# Nurt. Pismo poświęcone kulturze polskiej
Nurt. Pismo poświęcone kulturze polskiej – miesięcznik wydawany konspiracyjnie w Warszawie od marca 1943 do maja 1944. Redaktorami naczelnymi byli Ferdynand Goetel i Wilam Horzyca. Wydawane przez piłsudczyków – Obóz Polski Walczącej.
Ukazało się 9 numerów tego pisma, każdy średnio liczył 18-20 stron. Znalazły się w nich utwory m.in. Władysława Broniewskiego, Marii Pawlikowskiej-Jasnorzewskiej, Józefa Czechowicza, Aleksandra Wata, nekrologi pisarzy Stanisława Rogowskiego i Henryka Balki. Także eseje i szkice literackie Rudyarda Kiplinga.
Opublikowano między innymi: Sentymentalizm, kultura i chłopi, Młodzi czy dojrzali, Podstawy nowej poezji polskiej, Kultura polska w czasie wojny, Na bezdrożach mitologizmu.